# Primo conservatore
Il primo conservatore era una carica politica, corrispondente all'attuale Sindaco, in vigore nello Stato pontificio durante il settecento. Aveva durata di 6 mesi, eventualmente rinnovabili e veniva eletto dai maggiori delle città.